# Damallsvenskan 2015
La Damallsvenskan 2015 è stata la 28ª edizione della massima divisione del campionato svedese femminile di calcio. Il campionato è iniziato l'11 aprile 2015 e si è concluso il 18 ottobre 2015. L'FC Rosengård ha vinto il campionato per la decima volta nella sua storia sportiva, la seconda consecutiva e con la nuova denominazione.

## Stagione

### Novità
Dalla Damallsvenskan 2014 sono stati retrocessi in Elitettan il Jitex e in Division 2 il Tyresö, dopo che si era ritirato nel corso del campionato. Dall'Elitettan sono stati promossi il Mallbacken e l'Hammarby.

### Formato
Le 12 squadre si affrontano in un girone all'italiana con partite di andata e ritorno, per un totale di 22 giornate. La squadra prima classificata è campione di Svezia, mentre le ultime due classificate retrocedono in Elitettan. Le prime due classificate sono ammesse alla UEFA Women's Champions League 2016-2017.

## Squadre partecipanti
| Club                 | Città        | Stadio                   | Stagione 2014               |
| -------------------- | ------------ | ------------------------ | --------------------------- |
| AIK                  | Solna        | Skytteholms Idrottsplats | 10º posto in Damallsvenskan |
| Eskilstuna United    | Eskilstuna   | Tunavallen               | 7º posto in Damallsvenskan  |
| Hammarby             | Stoccolma    | Hammarby Idrottsplats    | 2º posto in Elitettan       |
| KIF Örebro           | Örebro       | Behrn Arena              | 2º posto in Damallsvenskan  |
| Kopparbergs/Göteborg | Göteborg     | Valhalla Idrottsplats    | 3º posto in Damallsvenskan  |
| Kristianstads DFF    | Kristianstad | Vilans Idrottsplats      | 5º posto in Damallsvenskan  |
| Linköping            | Linköping    | Linköping Arena          | 4º posto in Damallsvenskan  |
| Mallbackens IF Sunne | Lysvik       | Strandvallen             | 1º posto in Elitettan       |
| Piteå IF             | Piteå        | LF Arena                 | 9º posto in Damallsvenskan  |
| Rosengård            | Malmö        | Malmö Idrottsplats       | Campione di Svezia          |
| Umeå IK              | Umeå         | T3 Arena                 | 6º posto in Damallsvenskan  |
| Vittsjö GIK          | Vittsjö      | Vittsjö Idrottsplats     | 8º posto in Damallsvenskan  |

## Classifica finale
Fonte: sito ufficiale.
|  | Pos. | Squadra              | Pt | G  | V  | N | P  | GF | GS | DR  |
|  | ---- | -------------------- | -- | -- | -- | - | -- | -- | -- | --- |
|  | 1.   | Rosengård            | 51 | 22 | 15 | 6 | 1  | 60 | 16 | +44 |
|  | 2.   | Eskilstuna United    | 50 | 22 | 16 | 2 | 4  | 41 | 15 | +26 |
|  | 3.   | Piteå IF             | 45 | 22 | 13 | 6 | 3  | 45 | 25 | +20 |
|  | 4.   | Linköping            | 44 | 22 | 14 | 2 | 6  | 43 | 17 | +26 |
|  | 5.   | KIF Örebro           | 34 | 22 | 10 | 4 | 8  | 36 | 30 | +6  |
|  | 6.   | Kopparbergs/Göteborg | 32 | 22 | 9  | 5 | 8  | 32 | 33 | -1  |
|  | 7.   | Kristianstads DFF    | 27 | 22 | 8  | 3 | 11 | 33 | 41 | -8  |
|  | 8.   | Umeå IK              | 24 | 22 | 6  | 6 | 10 | 28 | 34 | -6  |
|  | 9.   | Vittsjö GIK          | 24 | 22 | 6  | 6 | 10 | 26 | 38 | -12 |
|  | 10.  | Mallbackens IF Sunne | 18 | 22 | 5  | 3 | 14 | 19 | 36 | -17 |
|  | 11.  | Hammarby             | 18 | 22 | 3  | 9 | 10 | 20 | 38 | -18 |
|  | 12.  | AIK                  | 2  | 22 | 0  | 2 | 20 | 11 | 71 | -60 |

Legenda:
      Campione di Svezia e ammessa alla UEFA Women's Champions League 2016-2017.
      Ammessa alla UEFA Women's Champions League 2016-2017.
      Retrocesse in Elitettan.
Note:
Tre punti a vittoria, uno a pareggio, zero a sconfitta.

## Risultati

### Tabellone
|                   | AIK  | Esk  | Ham  | KIF  | KGö  | Kri  | Lin  | Mal  | Pit  | Ros  | Ume  | Vit  |
| ----------------- | ---- | ---- | ---- | ---- | ---- | ---- | ---- | ---- | ---- | ---- | ---- | ---- |
| AIK               | –––– | 0-3  | 1-1  | 1-2  | 0-2  | 0-5  | 0-5  | 0-1  | 0-2  | 0-5  | 3-6  | 0-4  |
| Eskilstuna United | 5-1  | –––– | 3-1  | 3-1  | 2-0  | 2-0  | 1-0  | 2-0  | 0-3  | 1-2  | 2-0  | 2-0  |
| Hammarby          | 1-1  | 0-2  | –––– | 0-0  | 3-2  | 2-2  | 0-0  | 3-1  | 0-0  | 0-1  | 1-1  | 2-2  |
| KIF Örebro        | 1-0  | 1-2  | 3-1  | –––– | 1-1  | 4-2  | 2-1  | 2-1  | 2-3  | 1-4  | 2-0  | 4-0  |
| K. Göteborg       | 5-1  | 1-3  | 3-0  | 2-4  | –––– | 3-0  | 1-0  | 1-0  | 0-0  | 0-0  | 1-3  | 3-1  |
| Kristianstad      | 5-0  | 0-2  | 1-0  | 3-1  | 3-1  | –––– | 0-3  | 2-1  | 2-3  | 0-0  | 1-0  | 3-1  |
| Linköping         | 4-0  | 0-0  | 3-0  | 2-1  | 4-0  | 1-0  | –––– | 5-1  | 5-0  | 2-1  | 0-2  | 2-0  |
| Mallbacken        | 1-0  | 0-2  | 2-3  | 1-0  | 0-1  | 1-0  | 0-1  | –––– | 1-4  | 1-1  | 0-0  | 2-1  |
| Piteå             | 4-1  | 1-0  | 2-1  | 1-1  | 4-0  | 4-0  | 2-0  | 2-1  | –––– | 2-2  | 1-1  | 0-1  |
| Rosengård         | 4-0  | 2-1  | 5-0  | 2-1  | 2-2  | 7-0  | 5-0  | 2-1  | 5-2  | –––– | 2-0  | 2-2  |
| Umeå IK           | 2-0  | 1-2  | 2-0  | 0-2  | 1-1  | 4-3  | 1-2  | 2-2  | 2-2  | 0-2  | –––– | 0-2  |
| Vittsjö           | 3-2  | 1-1  | 1-1  | 0-0  | 1-2  | 1-1  | 0-3  | 2-1  | 0-3  | 0-4  | 3-0  | –––– |

## Statistiche

### Classifica marcatrici
Fonte: sito ufficiale.
| Gol |  |  | Giocatore          | Squadra           |
| --- |  |  | ------------------ | ----------------- |
| 18  |  |  | Gaëlle Enganamouit | Eskilstuna United |
| 17  |  |  | Pernille Harder    | Linköping         |
| 16  |  |  | Pauline Hammarlund | Piteå             |
| 12  |  |  | Nataša Andonova    | Rosengård         |
| 10  |  |  | Hanna Pettersson   | Piteå             |
| 9   |  |  | Ramona Bachmann    | Rosengård         |
| 9   |  |  | Ogonna Chukwudi    | KIF Örebro        |
| 9   |  |  | Ida Guehai         | Kristianstad      |
| 9   |  |  | Jenny Hjohlman     | Umeå IK           |
| 9   |  |  | Manon Melis        | K. Göteborg       |